# Litochrus maritimus
Litochrus maritimus là một loài bọ cánh cứng trong họ Phalacridae. Loài này được Blackburn miêu tả khoa học năm 1903.